# Atletismo nos Jogos Pan-Americanos de 1959 - 10000 m masculino
A prova dos 10000 m masculino nos Jogos Pan-Americanos de 1959 foi realizada em Chicago, Estados Unidos.

## Medalhistas
| Ouro                         | Prata                | Bronze                      |
| Osvaldo Suárez ARG Argentina | Doug Kyle CAN Canadá | Bob Soth USA Estados Unidos |

## Resultados
| Posição           | Nome              | Nacionalidade      | Tempo   | Notas |
| ----------------- | ----------------- | ------------------ | ------- | ----- |
| Medalha de ouro   | Osvaldo Suárez    | ARG Argentina      | 30:17.2 |       |
| Medalha de prata  | Doug Kyle         | CAN Canadá         | 30:18.0 |       |
| Medalha de bronze | Bob Soth          | USA Estados Unidos | 30:21.8 |       |
| 4                 | George De Peana   | GUY Guiana         | 31:16.0 |       |
| 5                 | Gordon Dickson    | CAN Canadá         | 31:18.0 |       |
| 6                 | Alex Breckenridge | USA Estados Unidos | 31:18.6 |       |
| 7                 | Ricardo Vidal     | CHI Chile          | 31:35.7 |       |
| 8                 | Luis Sandoval     | ARG Argentina      | 31:42.8 |       |